# Sudslava
Sudslava (en allemand : Zutzlau) est une commune du district d'Ústí nad Orlicí, dans la région de Pardubice, en République tchèque. Sa population s'élevait à 177 habitants en 2024.

## Géographie
Sudslava se trouve à 7 km au nord-est de Choceň, à 12 km au nord-ouest d'Ústí nad Orlicí, à 37 km à l'est de Pardubice et à 133 km à l'est de Prague.
La commune est limitée par Lhoty u Potštejna et Polom au nord, par Velká Skrovnice à l'est, par Seč au sud, par Koldín au sud et à l'ouest, et par Borovnice à l'ouest.

## Histoire
La première mention écrite de la localité date de 1349.

## Galerie

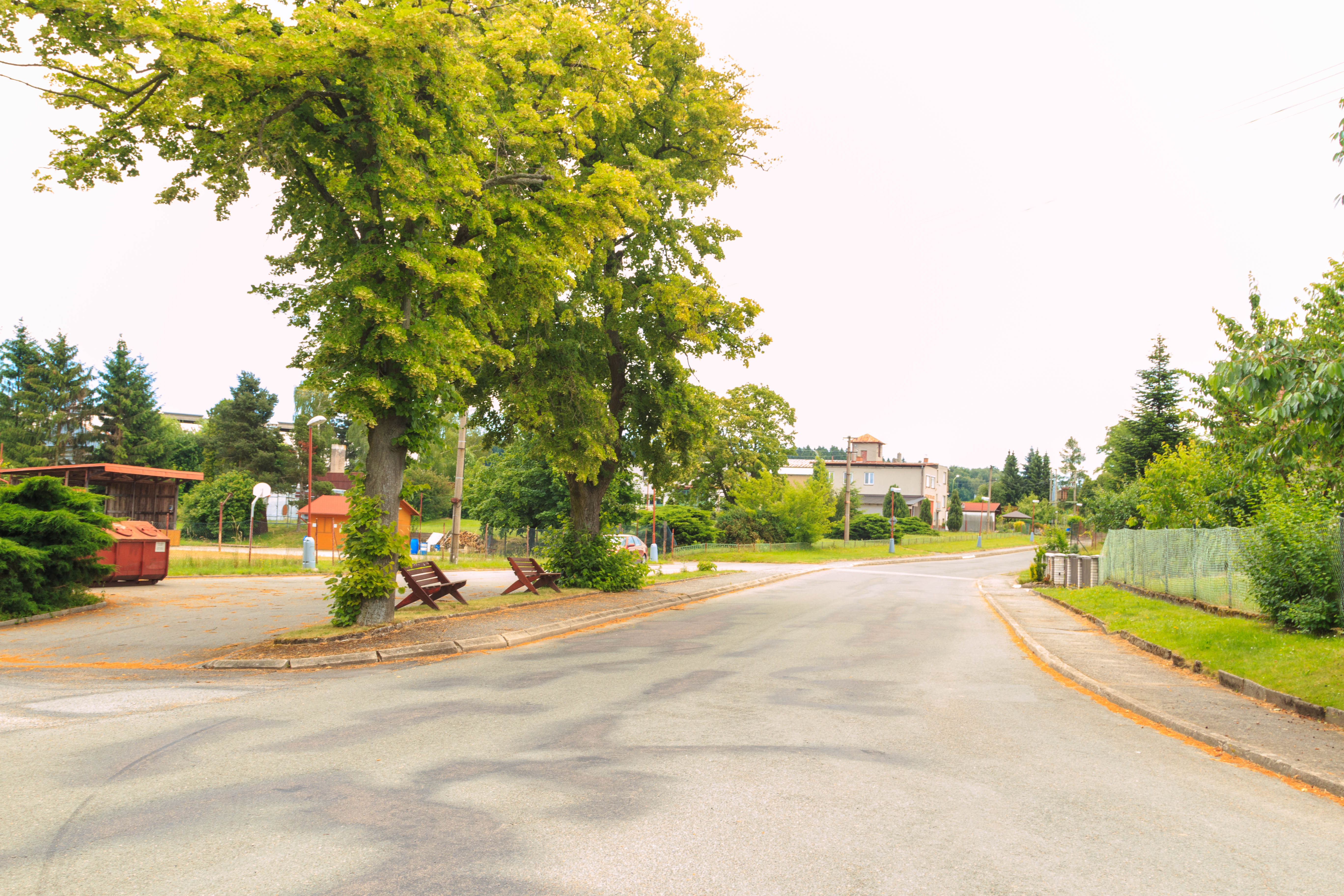
Aire de jeux Sudslava.
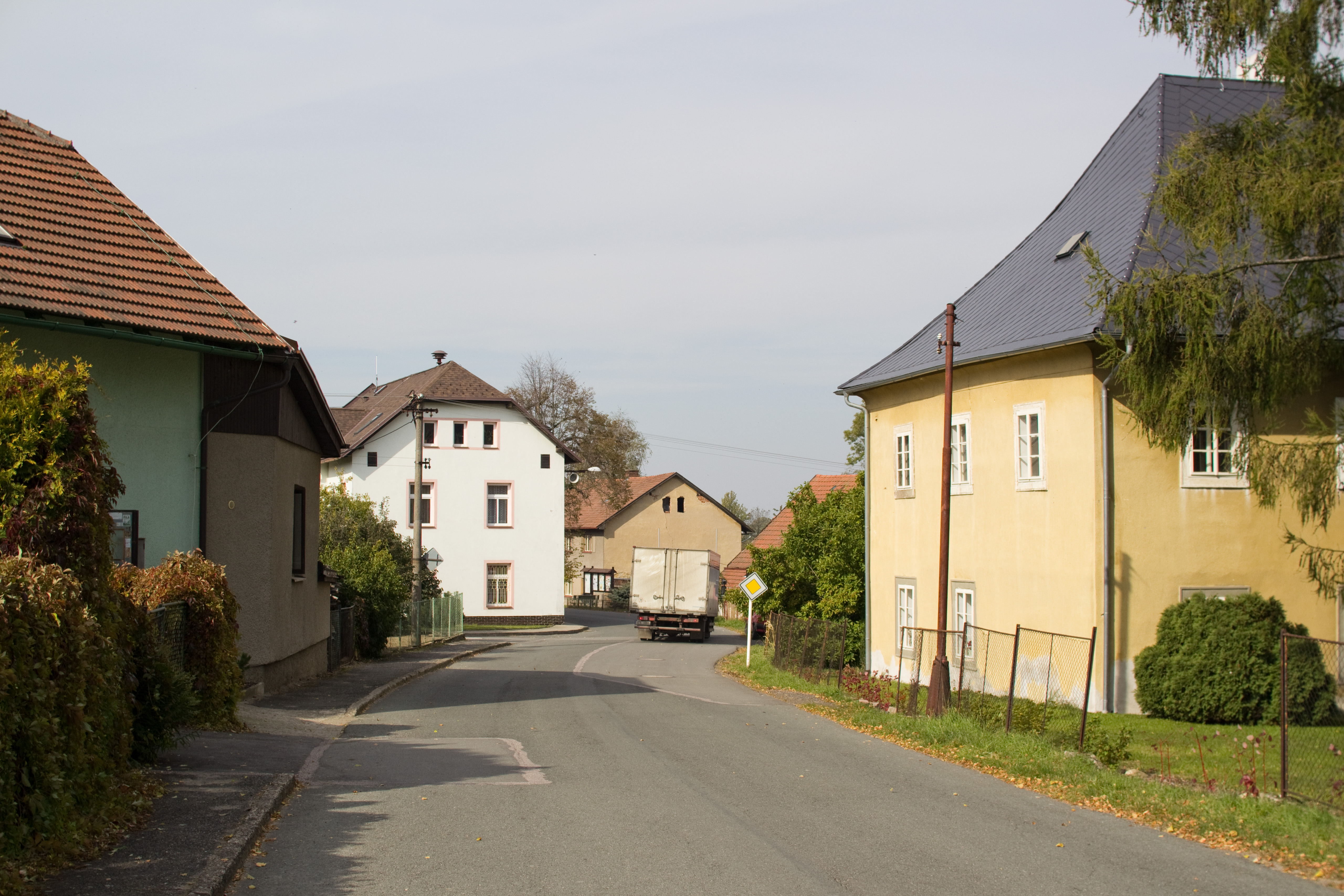
Rue de Sudslava.

## Transports
Par la route, Sudslava trouve à 7,7 km de Choceň, à 14 km d'Ústí nad Orlicí, à 50 km de Pardubice et à 159 km de Prague. 